# Fábio Luz
Fábio Lopes dos Santos Luz (Valença, 31 de julho de 1864 - Rio de Janeiro, 9 de maio de 1938) foi um médico higienista e sanitarista, professor, escritor e abolicionista brasileiro, membro da Academia Carioca de Letras. De ideologia anarquista, foi um  dos mais notáveis propagandistas anarquistas do período da Primeira República brasileira.

## Biografia
Filho do funcionário público Manoel dos Santos Luz e da professora Adelaide Josefina Lopes Luz.
Em 1883 forma-se em medicina, e em 1888 doutorou-se pela Faculdade de Medicina da Bahia; defendendo a tese Hipnotismo e Livre Arbítrio.
Ainda em Salvador, torna-se envolvido com a propaganda abolicionista e republicana, pois entendia que o Império Brasileiro era o fator básico da manutenção e ampliação das injustiças sociais, da miséria e da opressão política sofridas pelas classes populares.
A participação na propaganda abolicionista e republicana marcou o período em que Fábio Luz era estudante de Medicina em Salvador, entre 1883 e 1888. Por ocasião da conclusão do curso, apresentou à cadeira de Clínica Psiquiátrica a tese “Hipnotismo e Livre Arbítrio”. Escrita num período marcado pelas agitações da propaganda abolicionista e republicana, a tese mostra que seu autor estava também sintonizado com as últimas novidades francesas acerca da incipiente psicanálise. Inspirado em abundantes citações de autores franceses, entre os quais se destaca Charcot, aborda temas como sonho, sono, sonambulismo, hipnotismo e sugestão. Ao lidar com o conhecimento da época sobre estes assuntos, concluía que muita coisa não podia ser levada a sério, a não ser no campo da criação literária. Neste sentido afirmava que: “Fascinação, leitura do pensamento, dupla vista, cumberlandismo enfim, parecem contos de Edgar Poe, ou fantasias orientais”. A carreira de Fábio Luz segue outros rumos, bem diversos do campo abordado na tese. Será como Clínico que ficará conhecido no Méier, onde montou sua Clínica. Sua popularidade neste bairro foi conquistada graças à dedicação aos moradores que o procuravam. Principalmente as vítimas da febre amarela e varíola, epidemias que assolavam a cidade.
Se muda para o Rio de Janeiro, então capital federal do Brasil; onde, posteriormente, estabelece-se com clínica instalada no bairro do Méier, sendo um médico humanitário e muito estimado.
Passa a colaborar como artigos para a imprensa e exerce o cargo de professor no magistério, sendo que no Colégio Pedro II ministra aulas de francês, português, história e latim. Ainda no Rio de Janeiro, descobre a existência do anarquismo organizado na cidade, no início do século XX; onde por volta de 1902, com um grupo de intelectuais que se junta ao movimento; passa a divulgar as causas do movimento em fábricas e locais operários
Freqüentador assíduo das rodas literárias da Livraria Garnier, Fábio Luz ainda dividia seu tempo de médico e inspetor escolar, em palestras e conferências proferidas nas associações operárias e outras entidades de cunho cultural, como a Academia Carioca de Letras, da qual era membro, e a Sociedade de Geografia. Como escritor e militante, falava para diferentes platéias. Os ouvintes da Academia Carioca de Letras certamente não eram os mesmos dos festivais promovidos pelos jornais “A Plebe” e “Spartacus”. Em suas palestras falava da necessidade de uma revolução social, de “uma sociedade sem governo e sem leis, formada pelo acordo mútuo, baseada na solidariedade humana e na liberdade perfeita”. Os discursos de Fábio Luz, posteriormente publicados, são registros nos quais ficaram plasmadas maneiras como interpretou o mundo e a sociedade em que viveu, os projetos com que sonhou e que ajudou a construir em meio a adversidades. Nas páginas dos livros que escrevia, Fábio Luz revelava sua utopia, sua rebeldia, fazendo da pena um instrumento de luta contra o que qualificava como os males da sociedade: o Estado, a propriedade e a tuberculose, entre outras doenças, como o “alcoolismo, o cocainismo e o sifilismo”, todas fruto da “desorganização social e do capitalismo açambarcador”. https://www.historiografia.com.br/tese/2278 Lima, Jozely Tostes . A Palavra e a Pena: Dimensões da Militância Anarquista de Fábio Luz (Rio, 1903-1938)  Dissertação de Mestrado . PPGH - PUC/SP  1995. «A palavra e a pena: dimensões da militância anarquista de Fábio Luz. ( Rio, 1903/1938 ). Dissertação de Mestrado apresentada ao Programa de Pós-Graduação em História - PUC -SP  1995» (PDF)
Após a Revolução Russa de 1917 e suas repercussões no Brasil, os anarquistas Fábio Luz e José Oiticica - entre outros militantes - combatem a ideologia bolchevista que buscava espaço junto ao proletariado do país. Também promoveu campanhas a favor da higiene nas fábricas, locais de trabalho, restaurantes, bares e cafés.
Escreveu vários livros, geralmente romances de analise social, comparável aos de escritores de sua época Aluísio de Azevedo, Júlio Ribeiro e Adolfo Caminha. Fábio Luz recria em seus romances os ideais de uma sociedade anárquica.
Fabio acaba compondo a corrente do chamado anarquismo libertário, tendência cujos princípios fundamentais são encontrados no pensamento de Kropotkin, Elisée Reclus e Malatesta. Ainda valendo-se de ideias anarquistas, Luz tentou fundar uma universidade popular, chamada de Universidade Popular de Ensino (Livre), voltada basicamente para a formação científica e política do proletariado, mas que dura por poucos meses.
Em 1920 Fábio Luz é preso por sua colaboração num jornal anarquista.
Vitima de um ataque de uremia, faleceu na cidade do Rio de Janeiro, em 1938; deixando viúva Ritta Furtado Luz, cinco filhos e treze netos.

## Publicações[5]
- Xica Maria(1901),
- Ideó logo (1903),
- Os emancipados (1904),
- Virgem mãe (1910),
- Elias Barro (1915),
- A paisagem no conto, no romance e na novela (1922),
- Nunca (1924),
- Estudos de literatura (1927),
- Ensaios (1930),
- Dioramas-aspectos literários (1934),
- A invasão federalista em Santa Catarina e Paraná. In "Floriano" (1941 - póstumo),
- Imprensa Nacional (1941 - póstumo),
- Manuscrito de Helena (1951 - póstumo).

## Homenagens

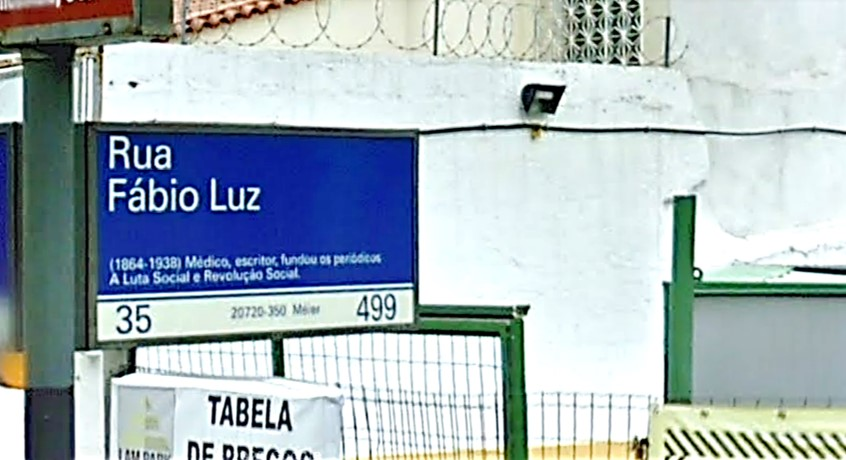
Placa indicativa da Rua Fábio Luz, no bairro carioca do Méier.

Ainda em vida, um logradouro no bairro carioca do Méier recebeu a denominação de Rua Fábio Luz, em sua memória; caso raro para um anarquista. A rua esta situada, entre a Rua Aquidabã, localizada em frente ao Hospital Maternidade Carmela Dutra e uma das principais vias do bairro, a Rua Dias da Cruz. Em São Paulo, há uma rua que o homenageia, no distrito da Vila Andrade.
Em 2001, recebeu o nome de Fábio Luz, a Biblioteca Social que funciona no Centro de Cultura Social do Rio de Janeiro, da Federação Anarquista do Rio de Janeiro (FARJ), situada à rua Torres Homem 790, no bairro da Vila Isabel.
No estado do Pará, existe uma escola de ensino fundamental e médio com o seu nome, no município de Tomé-Açu.